# ترگوویشته (سوکوبانگا)
ترگوویشته (به صربی: Trgovište) یک منطقهٔ مسکونی در صربستان است که در سوکوبانگا واقع شده‌است. ترگوویشته ۳۴۲ نفر جمعیت دارد.